# Convention de forfait
En droit du travail français, une convention de forfait est une modalité d'organisation du temps de travail. C'est à l'occasion de la loi sur les 35 heures du 19 janvier 2000 qu'a été mis en place à l'ancien article L212-15-3 du Code du travail la possibilité pour les cadres (et pour les salariés itinérants non cadres) de voir leur durée de travail fixée par une convention individuelle de forfait pouvant être établie sur une base hebdomadaire, mensuelle ou annuelle.
À la suite de la recodification du code du travail de 2008, cet article-fleuve a été scindé en 13 nouveaux articles qui constituent la section 4 du chapitre 1er du titre II  du livre 1er de la troisième partie du code du travail.
La loi n° 2016-1088 du 8 août 2016 apporte des conditions et garanties supplémentaires à ce mode d'aménagement du temps de travail.
La convention de forfait est régie par les articles L.3121-53 et suivants du code du travail.

## Intérêt du dispositif
Ce dispositif a été mis en place afin de faciliter l'évaluation du temps de travail des salariés qui disposent d'une grande autonomie dans l'organisation de leur temps de travail.

## La convention de forfait annuel
Comme le prévoit l'article L3121-40 du Code du travail, une convention collective est nécessaire pour mettre en place ces conventions de forfait. Les articles L3121-43 et L3121-48 prévoient que ces salariés restent soumis aux minima de temps de repos quotidien et hebdomadaire. L'accord collectif mettant en place ces conventions doit donc prévoir les modalités de contrôle du respect de ces minima et un réel suivi de l'organisation du temps de travail et de la charge de travail. Ces dispositions ont été à l'origine d'un gros contentieux.

### La convention de forfait annuel en heures
La convention de forfaits en heure sur l'année est régie par les articles L3121-42 à L3121-44 du code du travail.

### La convention de forfait annuel en jours
La convention de forfaits en jours sur l'année est régie par les articles L3121-45 à L3121-48 du code du travail.

## Le contentieux
L'essentiel du contentieux s'est posé sur la convention de forfait annuel en jours.
Dès 2000, à la suite d'une réclamation de la CFE-CGC, le Comité européen des Droits sociaux constate que la loi n'exige pas que les accords collectifs mettant en place les conventions de forfait prévoient une durée maximale et hebdomadaire. Indirectement, si le respect des minima légaux de repos journaliers et hebdomadaires induit un maximum journalier de 13 h de travail et hebdomadaire de 78 h, cette dernière durée est considérée comme déraisonnable. Il considère alors que la France ne respecte pas l'article 2 paragraphe 1 de la Charte sociale européenne qui exige une durée du travail raisonnable. Cette position est réaffirmée en 2003, en 2007 et en 2010.
En 2011, la cour de cassation a jugé que, lorsque les stipulations d'un accord collectif mettant en place le forfait en jour tendant à assurer le respect de la santé et de la sécurité du salarié via une durée et une charge de travail raisonnables n'avaient pas été respectés par l'employeur, la convention n'était plus opposable au salarié, qui se retrouve alors soumis au régime de base du temps de travail (à 35 heures par semaine), et a donc droit au paiement d'heures supplémentaires.
De plus, à trois reprises, une convention collective prévoyant une convention de forfait annuel en jours a été censurée par la Cour de cassation. Ainsi, en 2013, où était question la convention collective des bureaux d’études techniques, des cabinets d’ingénieurs-conseils et des sociétés de conseils, celle-ci a considéré que cette convention n'était pas de nature à garantir que l’amplitude et la charge de travail restent raisonnables et assurent une bonne répartition, dans le temps, du travail de du salarié, et, donc, à assurer la protection de sa sécurité et de la santé, qui est une exigence constitutionnelle en application de l’alinéa 11 du préambule de la Constitution du 27 octobre 1946.
En 2014, c'est la convention collective nationale des cabinets d'experts-comptables et de commissaires aux comptes qui est annulée sur le même sujet et pour les mêmes motifs.
Enfin, en 2015, c'est la convention collective du commerce de détail et de gros à prédominance alimentaire qui est considéré comme nulle sur ce point .